# Hiểm họa rừng chết
Hiểm họa rừng chết (tựa gốc: Jungle) là bộ phim điện ảnh năm 2017 do đạo diễn Greg McLean đạo diễn và do Justin Monjo biên soạn. Các ngôi sao điện ảnh tham gia diễn xuất gồm Daniel Radcliffe, Alex Russell, Thomas Kretschmann, Yasmin Kassim, Joel Jackson và Jacek Koman.

## Cốt truyện
Vào đầu những năm 1980, một nhà phiêu lưu người Israel tên là Yossi Ghinsberg (do Daniel Radcliffe thủ vai) đi du lịch đến Bolivia sau ba năm đi lính trong quân đội Israel để tham quan rừng mưa nhiệt đới Amazon. Ở đó, anh gặp Marcus Stamm, một giáo viên trường người Thụy Sĩ, và bạn của Marcus, rồi anh cũng gặp Kevin Gale, một người du lịch người Mỹ và là nhiếp ảnh gia nhút nhát. Đến La Paz, Yossi phát hiện ra một người đàn ông bí ẩn tên là Karl Ruchprederer, ông ta là người nước Áo, ông này hé lộ bí ẩn rằng có sự tồn tại của một bộ lạc da đỏ bản địa bị biến mất và một con sông có vàng rồi đề nghị họ tham gia chuyển đi với điều kiện nếu thấy vàng thì số vàng đó sẽ thuộc về ông ta để đổi lấy chuyến đi trải nghiệm này. Yossi tin anh ta, và thuyết phục Marcus và Kevin đi cùng anh đi vào rừng, đến ngôi làng gọi là Asriamas.
Sau đó, ba anh chàng Yossi, Marcus, Kevin và Karl đi lang thang qua rừng già trong vài ngày. Khi chân của Marcus bị thương do trầy và sưng tấy vì đi bộ quá nhiều, Yossi muốn anh ta rời nhóm. Karl và Marcus quyết định rời khỏi cuộc hành trình và trở lại La Paz, mất ba ngày. Yossi và Kevin tiếp tục cuộc hành trình của mình cho đến khi chiếc bè tạm của họ hỏng bởi một dòng nước xoáy mạnh ở một ghềnh trên sông và Yossi bị dòng nước cuốn trôi, để lại Kevin phía sau. Do không có một con dao sinh tồn hay bất kỳ loại hình huấn luyện sự sống còn nào, anh ta phải ứng phó chốn nơi trú ẩn và ăn cỏ để sống sót. Yossi bắt đầu từ bỏ hy vọng sau khi mất tất cả phương hướng, tự hỏi liệu anh ta sẽ sống sót trong rừng hay không.
Trong khi đó, Kevin được những người từ thị trấn địa phương tìm thấy và anh ta đến Rurrenabaque đó là 120 dặm từ vị trí Yossi, Curiplaya. Đến nơi, Kevin kêu gọi sự giúp đỡ của chính quyền địa phương để tìm Yossi. Họ đã không nhìn thấy Yossi qua một chiếc máy bay thám hiểm, nhưng Kevin tin rằng Yossi vẫn còn sống. Kevin người lái thuyền địa phương giúp đỡ để tìm kiếm anh ta. Kevin cuối cùng đã phát hiện ra một Yossi yếu bây giờ và đưa anh ta đến Rurrenabaque. Đoạn kết nói rằng Karl và Marcus không bao giờ được nhìn thấy nữa và Karl đã bị chính quyền truy nã vì thực sự đây là một kẻ bắt cóc và sự thật thì không có bộ lạc bí ẩn nào ở vùng này cả.

## Diễn viên
- Daniel Radcliffe trong vai Yossi Ghinsberg[2]
- Alex Russell trong vai Kevin[3]
- Thomas Kretschmann trong vai Karl[3]
- Yasmin Kassim trong vai Kina[3]
- Joel Jackson trong vai Marcus[3]
- Jacek Koman trong vai Moni Ghinsberg
- Lily Sullivan trong vai Amie
- Angie Milliken as Stela
- Joey Vieira trong vai Black Jack
- Paris Moletti trong vai người Bolivia
- Luis Jose Lopez trong vai Tico

## Sản xuất
Ngày 10 tháng 2 năm 2016, Daniel Radcliffe tham gia diễn xuất trong phim. Ngày 21 tháng 3 năm 2016, Thomas Kretschmann và Alex Russell tham gia diễn xuất trong phim. Cảnh chính bắt đầu quay vào ngày 19 tháng 3 năm 2016 và kết thúc vào ngày 13 tháng 4 năm 2016.

## Phát hành
Bộ phim được công chiếu lần đầu tại Liên hoan phim quốc tế Melbourne vào ngày 3 tháng 8 năm 2017.

### Đón nhận
Trong trang tổng hợp Rotten Tomatoes, bộ phim có mức đánh giá là 50%, dựa trên 40 bài đánh giá, với đánh giá trung bình 5,5/10.
Viết cho The A.V. Club, Alex McLevy đánh giá bộ phim B−, ca ngợi sự cam kết diễn xuất của Radcliffe và những cú sốc của một số cảnh nhưng đã viết, "Thật không may, bộ phim quá thường không thể cưỡng lại được trong tình huống kịch tính của tình huống. Thỉnh thoảng biến cuộc hành trình của Ghinsberg thành hiện tượng Hollywood, khiến cho quá trình này dường như không mấy thành công. " Jonathan Barkan của Dread Central đánh giá phim này 4,5 trên 5, nói rằng đó là "... mà không nghi ngờ gì nữa, đây là bộ phim ly kỳ, hứng khởi và đầy cảm hứng nhất mà tôi đã xem năm nay".